# Белизско-тайваньские отношения
Тайваньско-белизские отношения – двусторонние отношения между Белизом и Китайской республикой, которые поддерживаются с 1989 года.

## История
В 1980х годах Уильям Кинто, белизский бизнесмен китайского происхождения, сторонник Народной объединённой партии Белиза начал лоббировать идею установления дипломатических отношений с Китайской республикой действуя через своего знакомого парламентария Саида Мусу, который в свою очередь был знакомым тогдашнего премьер-министра Джорджа Прайса. В мае 1984 года посол Китайской республики Джин Ло посетил Белиз и встретился с Кинто и Прайсом для обсуждения возможности установления дипломатических отношений. Однако гватемальский лидер Родольфо Замора высказался, что в этом случае Гватемала разорвёт отношения с Китайской республикой. В конце года на парламентских выборах победила Объединённая демократическая партия Белиза и её лидер Мануэль Эскивель отложил эти планы. В последующие годы Кинто предлагал Мусе (тогдашнему министру образования), министру иностранных дел Гарри Кортни и вице-министру Роберта Лесли, профинансировать их поездку в Японию и Гонконг, чтобы они снова встретились с Ло. На парламентских выборах 1989 года победила Народная объединённая партия Белиза и были установлены дипломатические отношения с Китайской республикой. К этому времени у Белиза было всего три дипломатические миссии в заморских странах: в Лондоне, Вашингтоне и Нью-Йорке (в ООН). Муса, занявший пост министра иностранных дел предложил Кинто поехать в Тайбэй, чтобы занять там пост посла Белиза, заявив, что больше у него нет человека для этой работы. Кинто дал согласие и занимал пост посла до 2008 года, пока не ушёл в отставку. Его подчиненный Эфраин Р. Новело был повышен в звании с поверенного в делах до посла и заменил Кинто на посту.  
В 2021 году  Китайская республика и Белиз подписали договор о взаимопомощи, который послужит основой для правового сотрудничества между двумя странами. 

## Послы
Послы Белиза в Китайской республики:
- Уильям Кинто (до 2008)
- Дайан Хейлок (с октября 2016 года)[4]

Послы Китайской республики в Белизе:
- Чарльз Лиу(с ноября 2016 года)[5]